# Naturpark Eisernes Tor
Der Naturpark Eisernes Tor (rumänisch Parcul Natural Porțile de Fier) ist ein Naturschutzgebiet in den Kreisen Caraș-Severin und Mehedinți im Südwesten Rumäniens. Der Naturpark Eisernes Tor erstreckt sich auf einem Areal von 115.655 Hektar und dehnt sich über die südlichen Ausläufer des Banater Gebirges (Locva-Gebirge und Almăj-Gebirge), des Mehedinți-Gebirges und über einen Teil des Mehedinți Hochlands aus, sowie über das Durchbruchstal der Donau am Eisernen Tor. Der Naturpark Eisernes Tor wurde im Jahr 2000 als Naturschutzgebiet von nationaler Bedeutung gegründet und 2007 durch die Weltnaturschutzunion IUCN als Schutzgebiet der Kategorie V (Naturpark) anerkannt. 2011 erfolgte die Eintragung des Naturparks Eisernes Tor in die Liste der Schutzgebiete von internationaler Bedeutung der Ramsar-Konvention. Auf beiden Seiten der Donau wurden Schutzgebiete eingerichtet – in Serbien der Nationalpark Đerdap, auf rumänischer Seite der Naturpark Eisernes Tor. Ziel ist es, ein grenzüberschreitendes Biosphärenreservat als Teil der künftigen Euroregion Donauraum zu schaffen.

## Geschichte

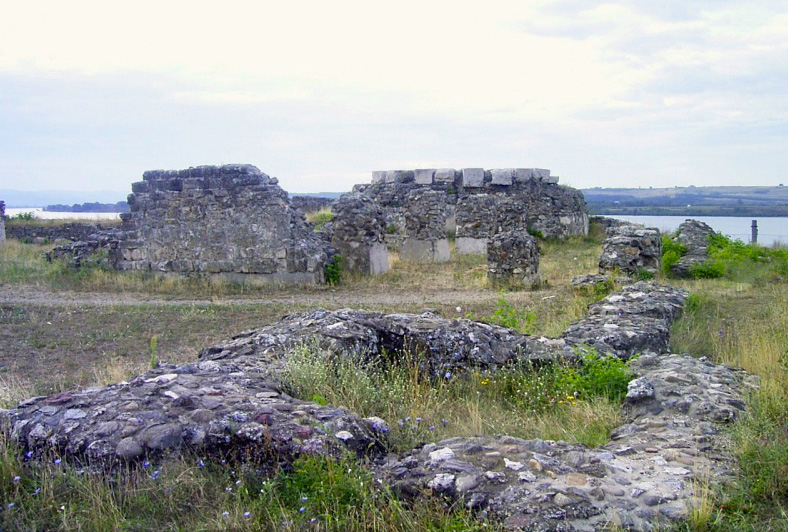
Ruinen des römischen Drobeta

### Erste Besiedlungen und Bauwerke
Die Region um das Gebiet des Donaudurchbruchs Eisernes Tor beherbergt Zeugnisse einer langen und wechselvollen Geschichte. Zahlreiche Fundorte aus der Stein-, Bronze- und Eisenzeit sind erhalten geblieben.
Interessant sind auch die zahlreichen Zeugnisse aus der Zeit des römischen Imperiums. Für die Römer bildete die Donau die Grenze zu den Barbaren, war aber auch eine wichtige Verkehrsader. Die Kaiser Tiberius und Trajan ließen entlang des Donaudefilees eine Straße in den Fels hauen. Aus römischer Zeit sind auch Reste des Grenzforts Drobeta bei Turnu Severin sowie 15 Kilometer flussabwärts vom Staudamm Eisernes Tor Brückenköpfe der ehemals imposanten Trajansbrücke über die Donau erhalten. Die Brücke wurde von Apollodor von Damaskus entworfen und war über ein Jahrtausend die längste Brücke der Welt.
Aus dem Mittelalter sind vor allem Festungen und Klöster erhalten. Neben den historischen Sehenswürdigkeiten gibt es auch zahlreiche Sakralbauten verschiedener Konfessionen.

### Bevölkerung im 21. Jahrhundert
Im Jahr 2010 lebten im Naturpark Eisernes Tor 45.735 Einwohner, davon 12.726 in Orșova und 13.049 in Moldova Nouă, Moldova Veche, Moldovița und Măcești. Die Bevölkerungsdichte liegt bei ungefähr 45 Einwohner pro Quadratkilometer, wobei Orșova mit 300 Einwohnern pro Quadratkilometer die größte Bevölkerungsdichte aufweist.
Die ethnische Struktur setzt sich wie folgt zusammen:
Rumänen (80,85 %), Serben (11,31 %), Tschechen (4,79 %) in Bigăr, Eibenthal, Sfânta Elena und Gârnic, Roma (1,72 %) in Eșelnița und Berzasca und andere Ethnien: Ungarn (0,73 %), Deutsche (Banater Schwaben bzw. Banater Berglanddeutsche) (0,39 %) Slowaken, Ukrainer und Bulgaren.

## Beschreibung

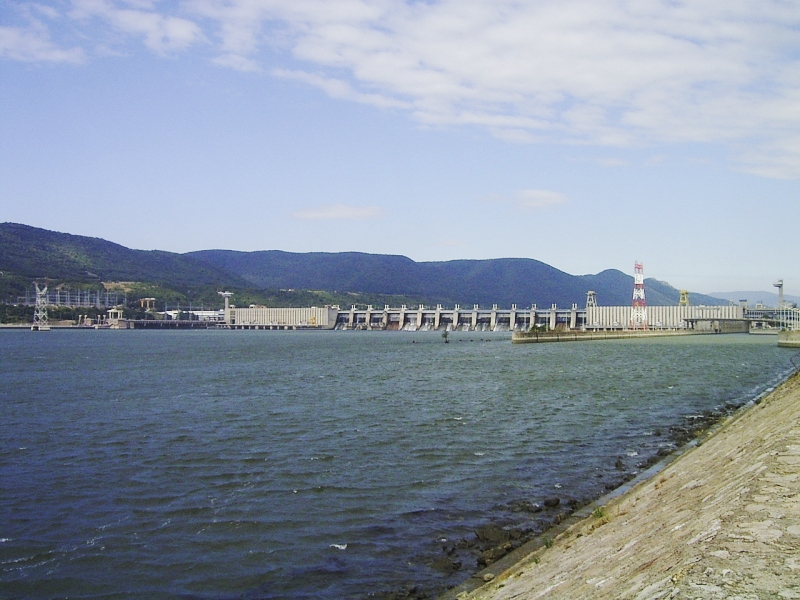
Staudamm Eisernes Tor

Die Donau erreicht Rumänien bei Baziaș. Auf einer kurzen Strecke verfolgt der Strom seinen Weg ohne Einschränkungen. Der erste Kalksteinabschnitt Strămtura Pescari–Alibeg besteht aus steilen bis zu 120 Meter hohen Hängen aus Jurakalkstein und Kreideformationen. Nachdem die Donau an den Felswänden bei Cozla einen großen Bogen macht, erreicht sie den zweiten Kalksteinabschnitt des Donaudefilees und wird immer stärker vom Berggürtel eingeengt. Ab Kilometer 996 in Svinița und den Türmen der ehemaligen Festung Tri Cule biegt die Donau nach Nord-Osten ab, so dass bei Kilometer 989 der in Cozla begonnene große Bogen abgeschlossen wird.
Bei Kilometer 973,8 bieten die Donaukessel (rumänisch Cazanele Dunării) ein wahrhaftig malerisches Bild. Die knapp 200 Meter hohen Wände, scheinen an manchen Stellen frei über dem Wasser zu schweben.
Bis zu seiner Entschärfung 1972 als Folge der Errichtung des Staudamms am Kraftwerk Eisernes Tor 1 galt das Eiserne Tor als der für die Schifffahrt gefährlichste Flussabschnitt der Donau, der nicht ohne ortskundige Lotsen passiert werden konnte. Das Eiserne Tor gilt als einer der imposantesten Taldurchbrüche Europas. Am Cazan zwischen den Städten Orșova und Donji Milanovac, wird die Donau auf 200 Meter Breite und 80 Meter Tiefe eingeengt. Auf beiden Seiten der Donau wurden Naturschutzgebiete eingerichtet – in Serbien der Nationalpark Đerdap, auf der rumänischen Seite der Naturpark Eisernes Tor.
Im Naturpark Eisernes Tor gibt es zahlreiche Fossilienfundorte, Vogel- und Reptilienreservate, insgesamt 18 geschützte Zonen. Der Naturpark hat 2007 eine EU-Finanzierung in Höhe von 110.000 Euro erhalten. Damit will die Verwaltung in Drobeta-Turnu Severin touristische Trassen neu einrichten und eine Kartografierung der im Reservat lebenden Arten vornehmen. Die Parkverwaltung möchte die Grundlagen für eine Datenbasis über alle Arten und Habitate schaffen, die es in den Reservaten des Naturparks gibt. Die Verwaltung setzt sich zum Ziel die Markierung der Wander- und Radfahrtrassen und die Montage von Schautafeln mit der Beschreibung der Habitate.
Zwischen Baziaș und dem Kraftwerk Eisernes Tor 1 sollen die wissenschaftlichen Grundlagen für das Biosphärenreservat Eisernes Tor-Đerdap der künftigen Euroregion Donauraum geschaffen werden. Das Biosphärenreservat schließt sechs Ortschaften im Verwaltungskreis Mehedinți und acht im Verwaltungskreis Caraș-Severin ein, desgleichen die 18 Naturreservate am Südufer des Donaudurchbruchs:
Im Naturpark gibt es, gesetzlich festgelegt durch den Regierungsbeschluss 1284/2007, zwei Sonderschutzgebiete für die Vogelwelt, die zum europäischen Netzwerk der Vogelschutzgebiete gehören. Das eine ist der Lauf der Donau zwischen Baziaș und dem Eisernen Tor mit rund 10.000 Hektar und das andere ist die Bergwelt des Almăjului-Locvei-Gebirges, das sich über 118.141 Hektar erstreckt. Zugleich soll in Dubova, der touristisch am stärksten entwickelten Ortschaft am Donaustausee, ein Info- und Dokumentationszentrum über den grenzüberschreitenden Naturpark eingerichtet werden.

## Geschützte Zonen

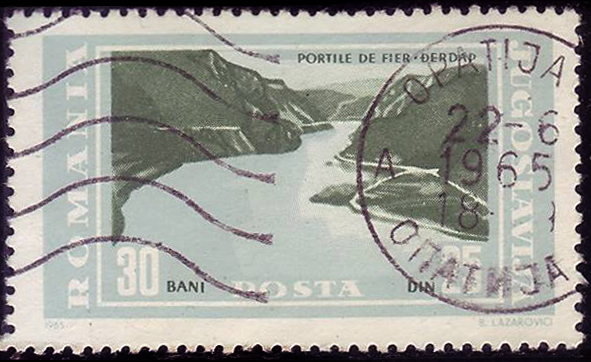
Eisernes Tor, Briefmarke

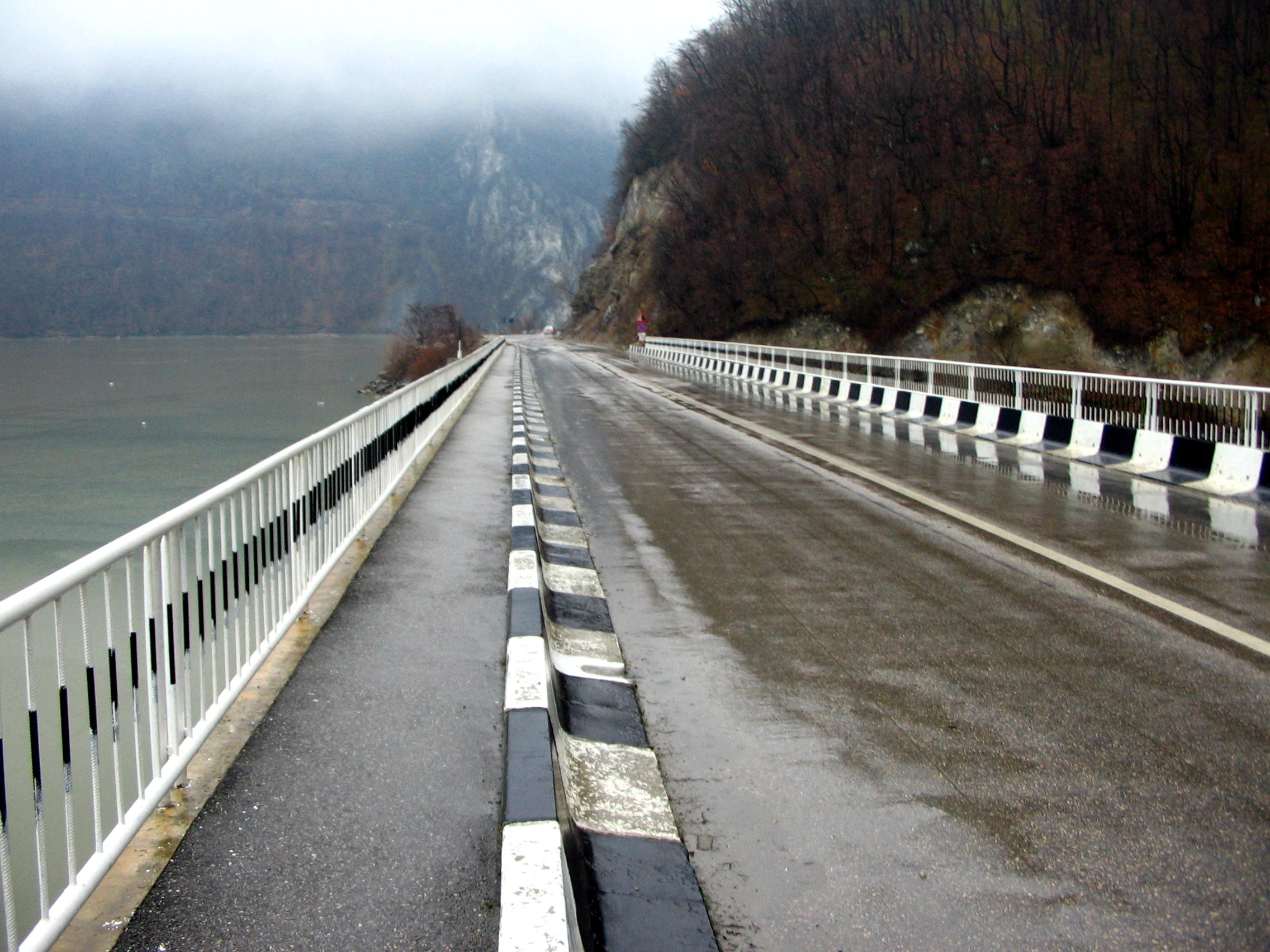
Nationalstraße (DN57) entlang der Donau bei Dubova

Das Areal des Naturparks Eisernes Tor ist in 18 Schutzgebiete unterteilt:
| Lfd. Nr. | Geschützte Zone                 | IUCN-Kategorie | Fläche in Hektar |
| -------- | ------------------------------- | -------------- | ---------------- |
| 01       | Vărănic-Hügel                   | IV             | 350,00           |
| 02       | Cracul Găioara                  | IV             | 5,00             |
| 03       | Oglănic-Tal                     | IV             | 150,00           |
| 04       | Cracul Crucii                   | IV             | 2,00             |
| 05       | Fața Virului                    | IV             | 6,00             |
| 06       | Gura Văii - Vârciorova          | IV             | 305,00           |
| 07       | Duhovna-Hügel                   | IV             | 50,00            |
| 08       | Fossillagerstätte Bahna         | III            | 10,00            |
| 09       | Cazanele Mari und Cazanele Mici | IV             | 215,00           |
| 10       | Fossillagerstätte Svinița       | III            | 95,00            |
| 11       | Golf Ostrov - Moldova Veche     | IV             | 1.627,00         |
| 12       | Wasserhöhle Valea Polevii       | IV             | 3,20             |
| 13       | Valea Mare                      | IV             | 1.179,00         |
| 14       | Divici–Pojejena                 | IV             | 498,00           |
| 15       | Mauersegler-Schlucht Divici-Tal | IV             | 5,00             |
| 16       | Insel Calinovăț                 | IV             | 24,00            |
| 17       | Baziaș-Schlucht                 | IV             | 170,90           |
| 18       | Nera-Delta                      | IV             | 10,00            |

Der Naturpark hat die nationale Nummer RONPA0014 und die WDPA-Nummer 63623.

## Touristische Ziele

### Historische Bauten
Festung Ladislaus
Die Festung Ladislaus (rumänisch Cetatea Ladislau) wurde am linken Donauufer in der Nähe der Ortschaft Coronini gebaut und diente als Zollstützpunkt für den Schiffsverkehr auf der Donau. Sie wurde erstmals im 19. Jahrhundert urkundlich erwähnt.
Festung Tri Kule
Die Ruinen der Festung Tricule (rumänisch Cetatea Tricule) befinden sich in der Nähe der Ortschaft Svinița. Die Festung wurde anlässlich des Baus des Staudamms überflutet. Heute sind nur noch zwei der drei Türme sichtbar; der dritte liegt unter Wasser. Die Festung wurde im 14. Jahrhundert zur Abwehr gegen das osmanische Reich erbaut.
Decebal-Skulptur
Die Decebal-Skulptur (rumänisch Sculptura lui Decebal) ist in Fels gehauen und geht auf die Initiative von Iosif Constantin Drăgan, dem Gründer der Europa-Stiftung-Drăgan (rumänisch Fundația Europeană Drăgan) zurück. Das Projekt wurde 1994 nach den Skizzen eines italienischen Bildhauers in die Wege geleitet und 2005 beendet. Die Skulptur ist 40 Meter hoch und 25 Meter breit und befindet sich an der Stelle, an der die Mraconia in die Donau fließt.

### Sakralbauten

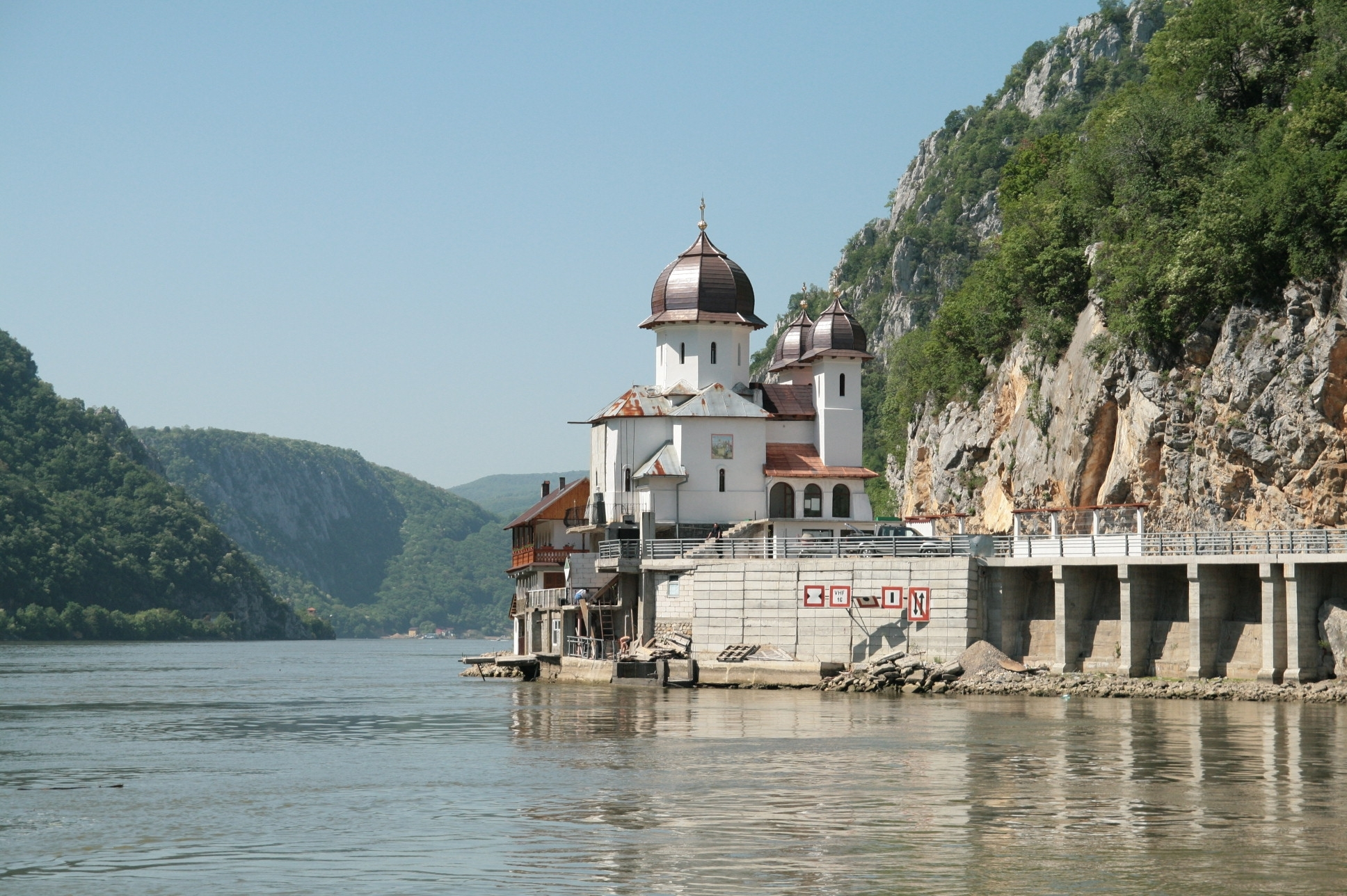
Kloster Mraconia

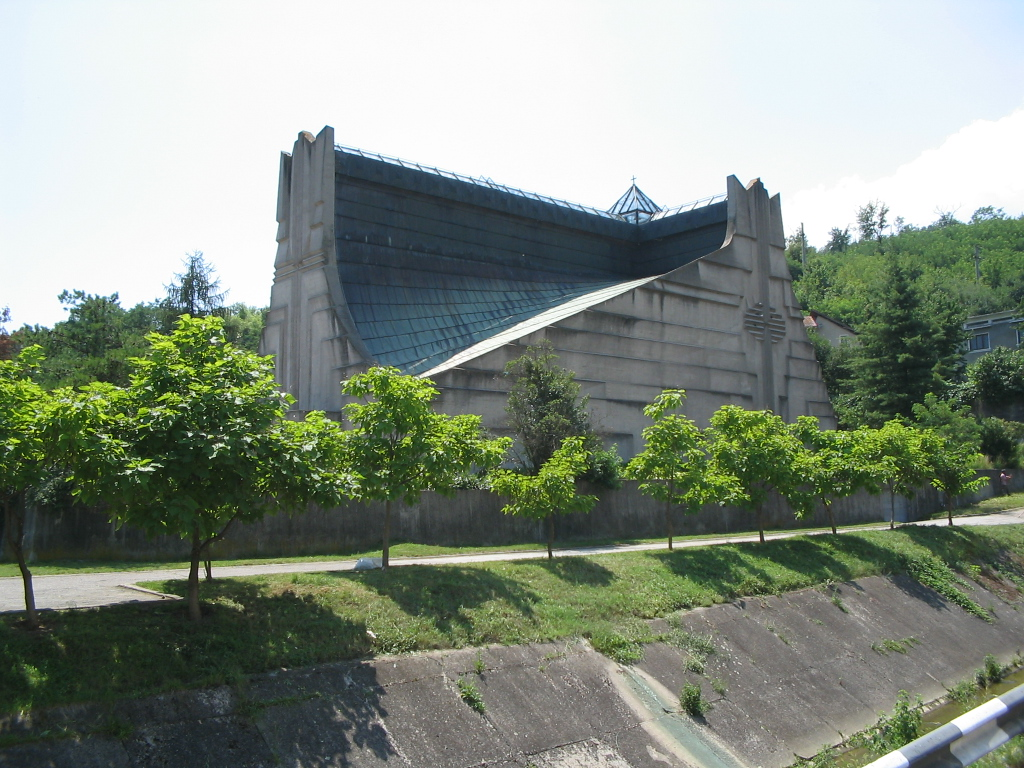
Römisch-katholische Kirche, Orșova

Das Kloster Vodița (rumänisch Mânăstirea Vodița) befindet sich in Vârciorova. Es wurde in den Jahren 1370–1372 erbaut. Der Gründer des Klosters war der griechisch-serbische Mönch Nicodim, der sich 1359 in der Walachei niederließ. Die Ruinen des Klosters Vodița befinden sich neben der 1995 erbauten Holzkirche.
Das Gebäude des Klosters St. Anna (rumänisch Mănăstirea Sfânta Ana) wurde 1936–1939 auf dem Dealul Moșului in Orșova von Pamfil Șeicaru errichtet, der im Ersten Weltkrieg mit dem Militärorden Michael der Tapfere ausgezeichnet wurde. Das Nonnenkloster wurde 1990 der Heiligen Anna geweiht.
Das Kloster Mraconia (rumänisch Mânăstirea Mraconia) wurde 1523 am Ufer des Flusses Mraconia erbaut und hat seither mehrere Veränderungen erfahren. Während des Russisch-österreichischen Türkenkriegs von 1787–1792 wurde das Kloster völlig zerstört. 1931 begann der Wiederaufbau des Klosters, doch wurden die Ruinen nach dem Bau des Wasserkraftwerks überflutet.
Die St. Nicolai-Kirche in Orșova (rumänisch Biserica Sf. Nicolae) wurde 1660 erstmals urkundlich erwähnt. Die neue Kirche wurde Anfang des 19. Jahrhunderts gebaut. Zwischen den Jahren 1968–1970, als die gesamte Stadt als Folge des Staudamms der Überflutungen wegen verlegt werden musste, wurde auch die Nicolai-Kirche abgetragen und an der jetzigen Stelle wieder aufgebaut. Die Kirche steht unter Denkmalschutz.
Die Römisch-katholische Kirche in Orșova (rumänisch Biserica romano-catolică ) wurde zwischen 1972 und 1976 im Zentrum von Orșova, nahe dem Piața 1800 erbaut. Die Kirche ist ein einmaliges architektonisches Monument in Europa.
Die Kirche der Heiligen Erzengel (rumänisch Biserica Sf. Arhangheli) wurde 1836 im Barock-Stil auf dem Gelände der Gemeinde Berzasca erbaut. Sie ist die älteste rumänische Kirche im Donaudefilee.

### Höhlen
Die Höhle Gaura Chindiei (rumänisch Peștera Gaura Chindiei) befindet sich in der Nähe der Ortschaft Pescari im Kreis Caraș-Severin. Die Höhle liegt 80 Meter über dem Wasserspiegel der Donau und ist mit 16 Metern Länge eher eine kleine Höhle. Die Höhle steht unter Denkmalschutz, in ihr wurden Spuren protodakischen und dakischen Lebens entdeckt sowie neolithische und paläolithische Kunstgegenstände gefunden.
Die Veterani-Höhle (rumänisch Peștera Veterani) befindet sich in dem Naturschutzgebiet Cazanele Mari, 25 Kilometer von Orșova entfernt. Die Höhle wurde im Laufe der Jahrhunderte als Opferstätte und als Stätte der Huldigung der Götter benutzt, aber auch als Unterschlupf während der türkisch-österreichischen Kriege. In der Mitte der Höhle befindet sich ein Steinaltar, der als Opferstätte diente. Die Daker verehrten hier die Gottheit Zamolxis. In der Veterani-Höhle wurden auch Überreste des Höhlenbärs (Ursus spelaeus) und fossile Überreste endemischer Pflanzen gefunden.
Die Haiduken-Höhle (rumänisch Peștera Haiducilor) befindet sich auf dem Areal des Naturschutzgebiets  Valea Mare, in 3 Kilometer Entfernung von Moldova Nouă. Sie hat eine Länge von 1.370 Meter. In der Haiduken-Höhle wurden Spuren des Mesolithikums entdeckt.

## Flora

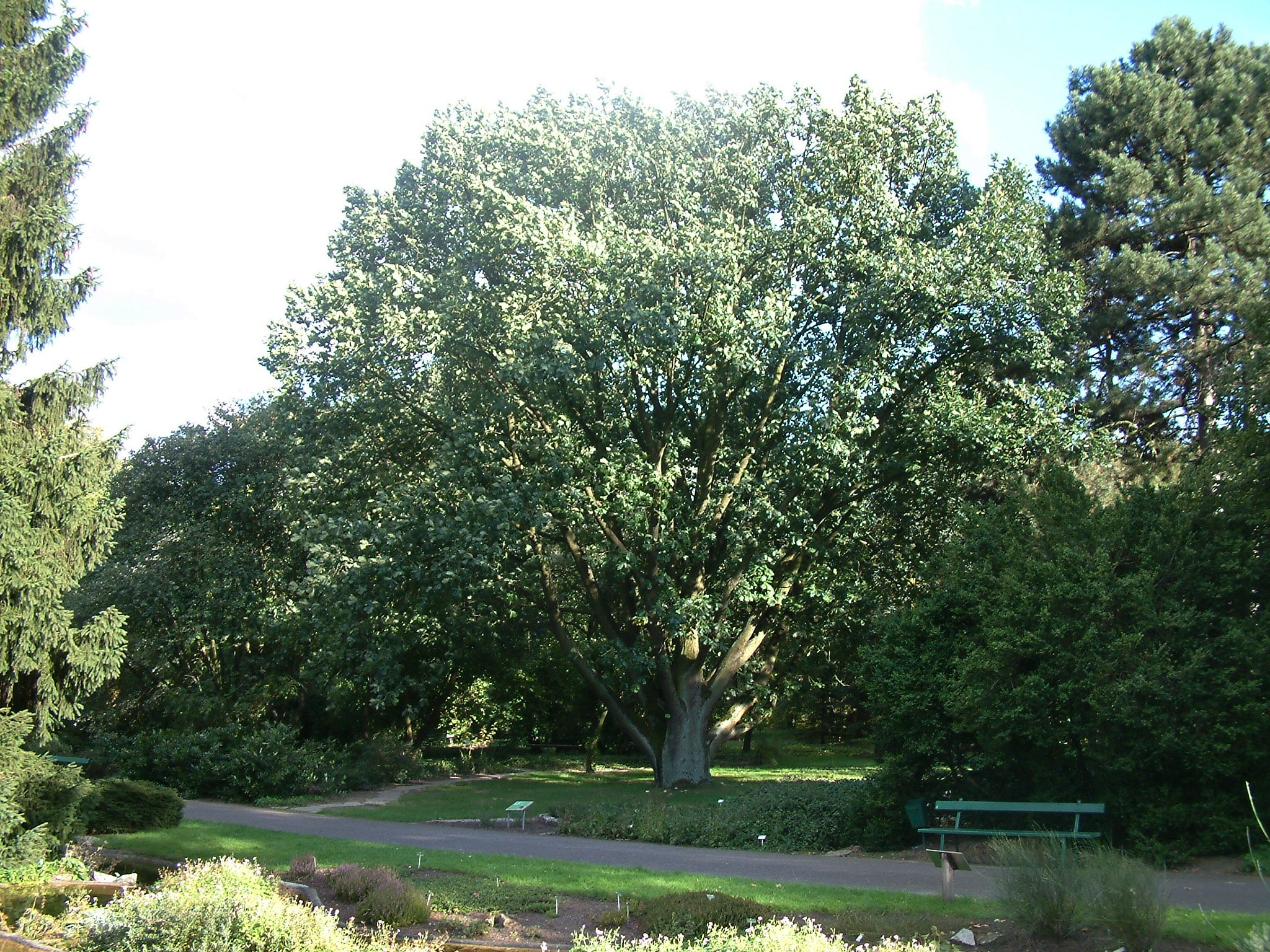
Ungarische Eiche

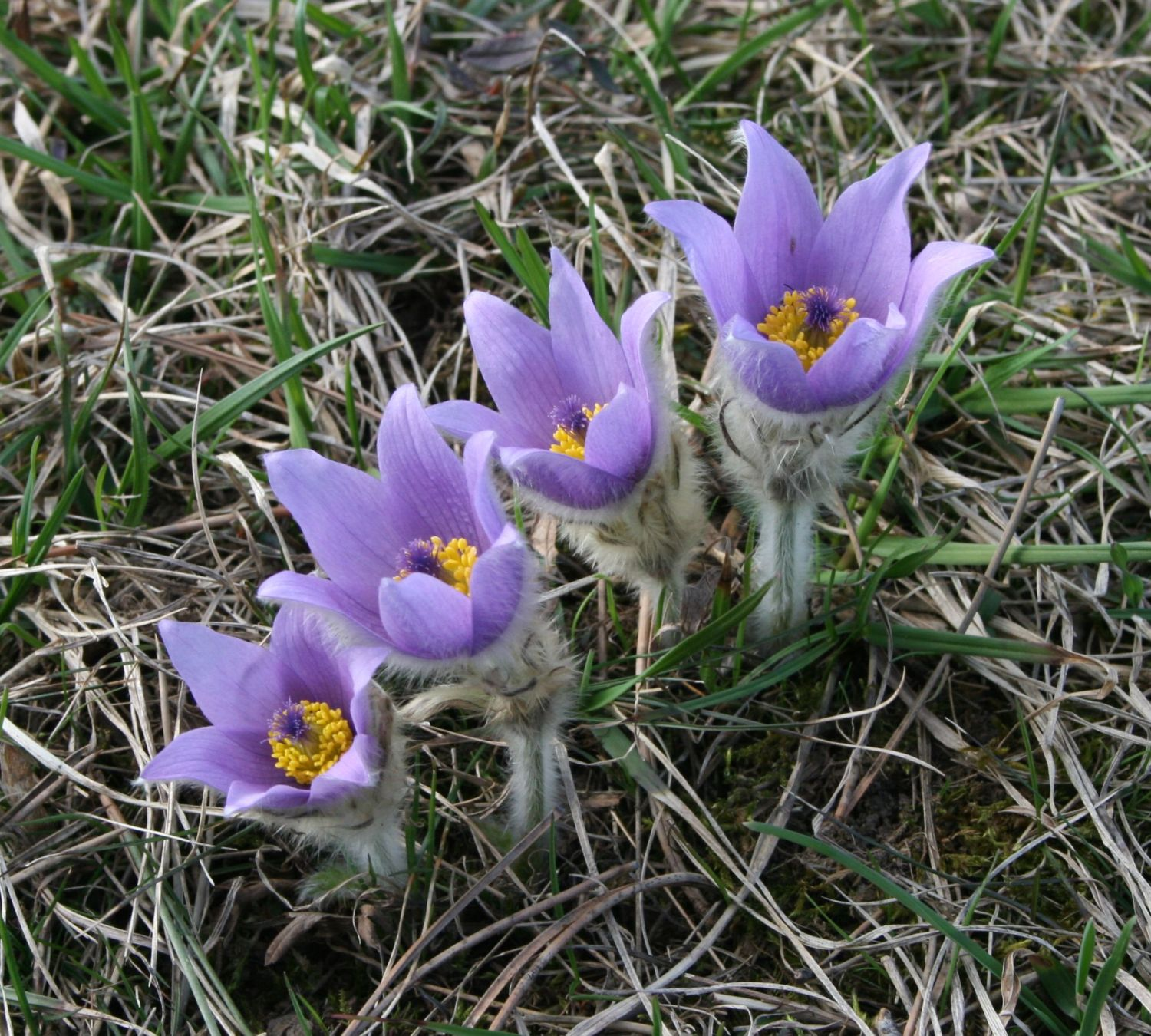
Große Kuhschelle

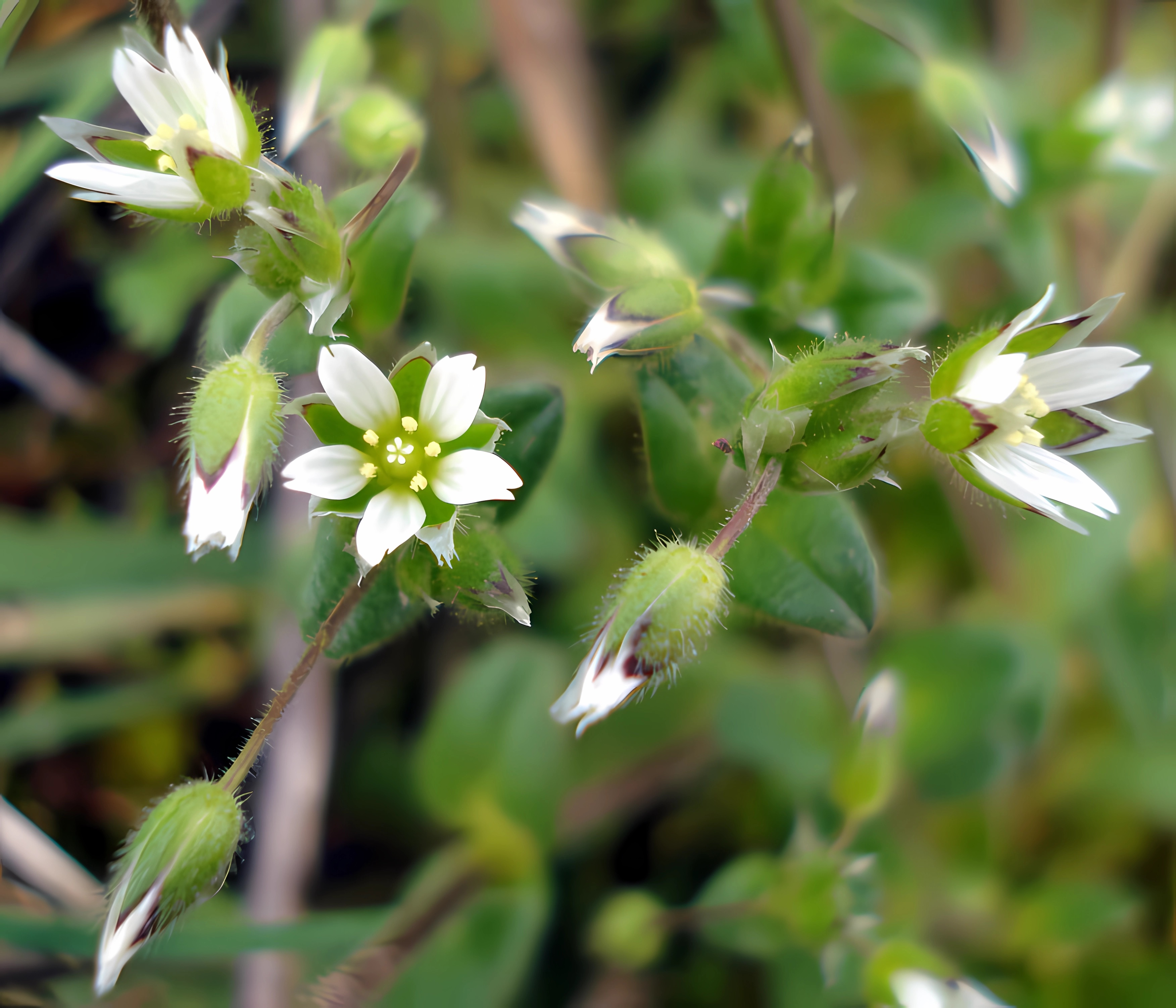
Hornkraut

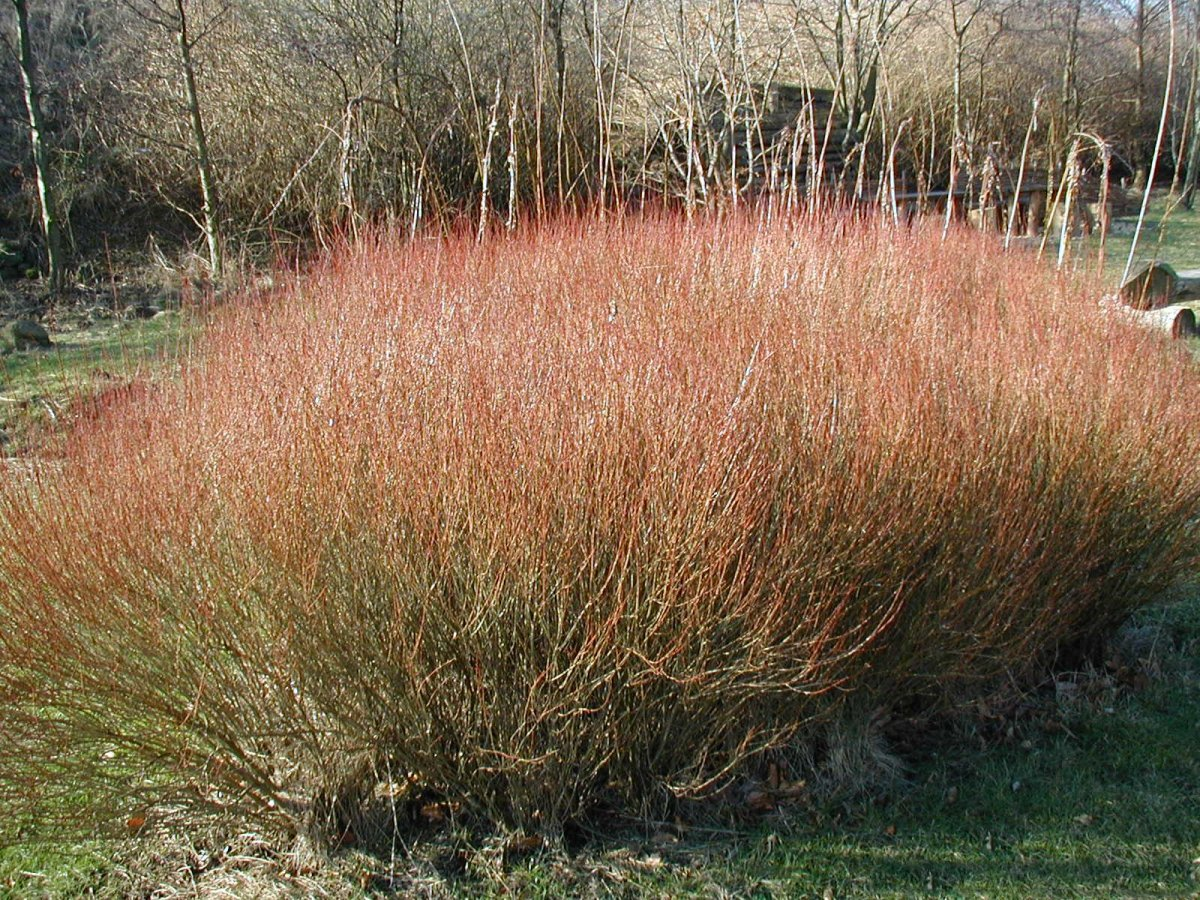
Purpurweide

Die Vegetation im Donaudefilee ist durch mediterranes, nemorales, pannonisches und boreales Klima gekennzeichnet.
Die warmgemäßigte Vegetationszone des Naturparks Eisernes Tor verleiht dem Donaudefilee ein besonderes Kolorit. Auf großen Höhen sind hier anzutreffen:
- Zerreiche (Quercus cerris)
- Ungarische Eiche (Quercus frainetto)
- Perückenstrauch (Cotinus coggygria)
- Manna-Esche (Fraxinus ornus)
- Gemeiner Flieder (Syringa vulgaris)
- Baum-Hasel (Corylus colurna)

Desgleichen sind alpine Elemente im unteren Donaudefilee zu finden:
- Rotbuche (Fagus sylvatica)
- Europäische Eibe (Taxus baccata)
- Heidelbeere (Vaccinium myrtillus)

Unter den Endemiten sind hier etwa 28 bis 33 Arten und Unterarten anzutreffen:
- Pinus nigra ssp. banatica
- Minuartia cataractarum
- Prangos carinata
- Stipa danubialis
- Tulipa hungarica
- Dianthus banaticus
- Dianthus spiculifolius
- Campanula crassipes

Von besonderer Bedeutung sind die acht Arten in der Liste I. der Berner Konvention:
- Tulipa hungarica
- Stipa danubialis
- Gemeiner Schwimmfarn Salvinia natans
- Colchicum arenarium
- Große Kuhschelle Pulsatilla grandis
- Typha shuttleworthii
- Campanula abietina
- Eleocharis carniolica

Die Vegetation des Naturparks Eisernes Tor besteht vorwiegend aus Wäldern, Sträuchern und Wiesen.
Die Wälder nehmen 70–75 % der Gesamtfläche des Naturparks ein und sind ausnahmslos Laubwälder, die der nemoralen Klimazone angehören:
- Rotbuche (Fagus sylvatica)
- Traubeneiche (Quercus petraea)
- Zerreiche (Quercus cerris)
- Ungarische Eiche (Quercus frainetto)
- Flaumeiche (Quercus pubescens)
- Gemeine Esche (Fraxinus excelsior)
- Schwarz-Erle (Alnus glutinosa)

Auf kahlen Felsen und steilen Hängen wachsen:
- Campanula crassipea
- Nelken-Leimkraut (Silene armeria)
- Alyssum murale
- Stipa aristela
- Cerastium banaticum

Feuchtgebiete
Im Süden des Locva-Gebirges, zwischen dem Nera-Teich und der Insel Moldova Veche reihen sich mehrere Feuchtgebiete aneinander, die als Folge der Errichtung des Wasserkraftwerks Eisernes Tor 1 entstanden sind und von großer Bedeutung für die Population der Wasservögel des Naturparks sind.
Die Vegetation der Feuchtgebiete besteht aus:
- Schilfrohr (Phragmites)
- Rohrkolben (Typha)
- Seggen (Carex)
- Silber-Weide (Salix alba)
- Purpur-Weide (Salix purpurea)
- Silber-Pappel (Populus alba)
- Schwarz-Pappel (Populus nigra)

## Fauna

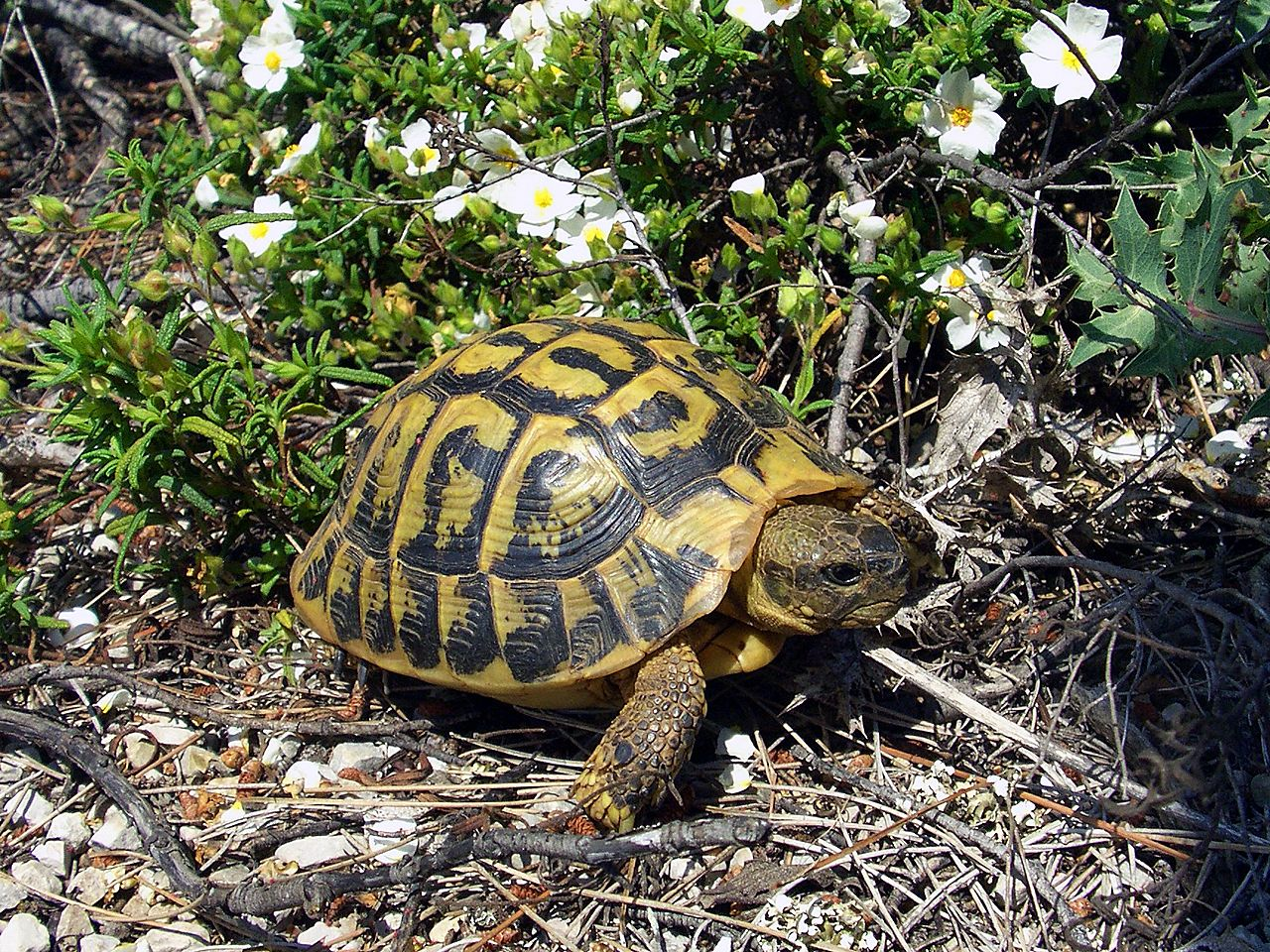
Griechische Landschildkröte

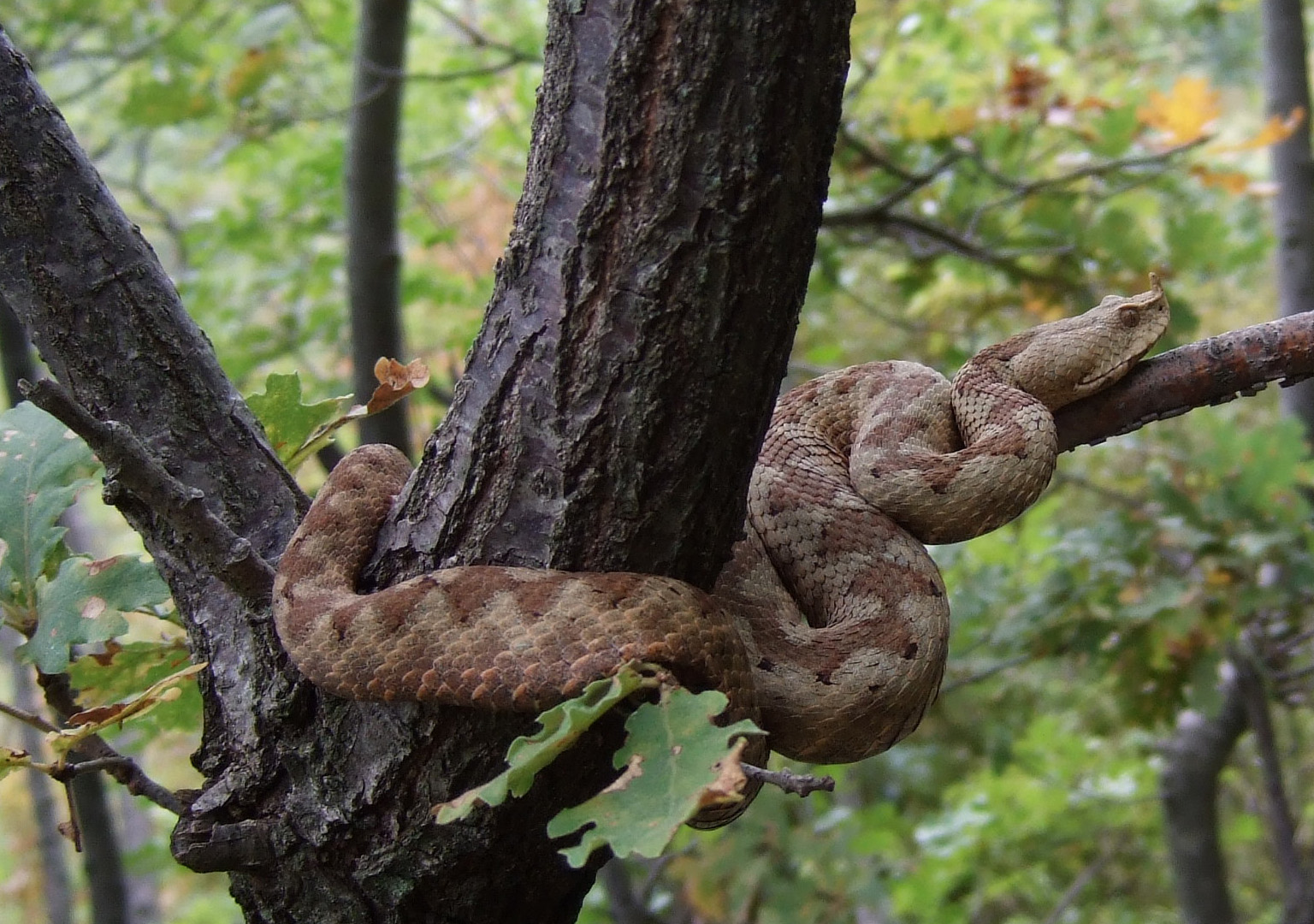
Europäische Hornotter

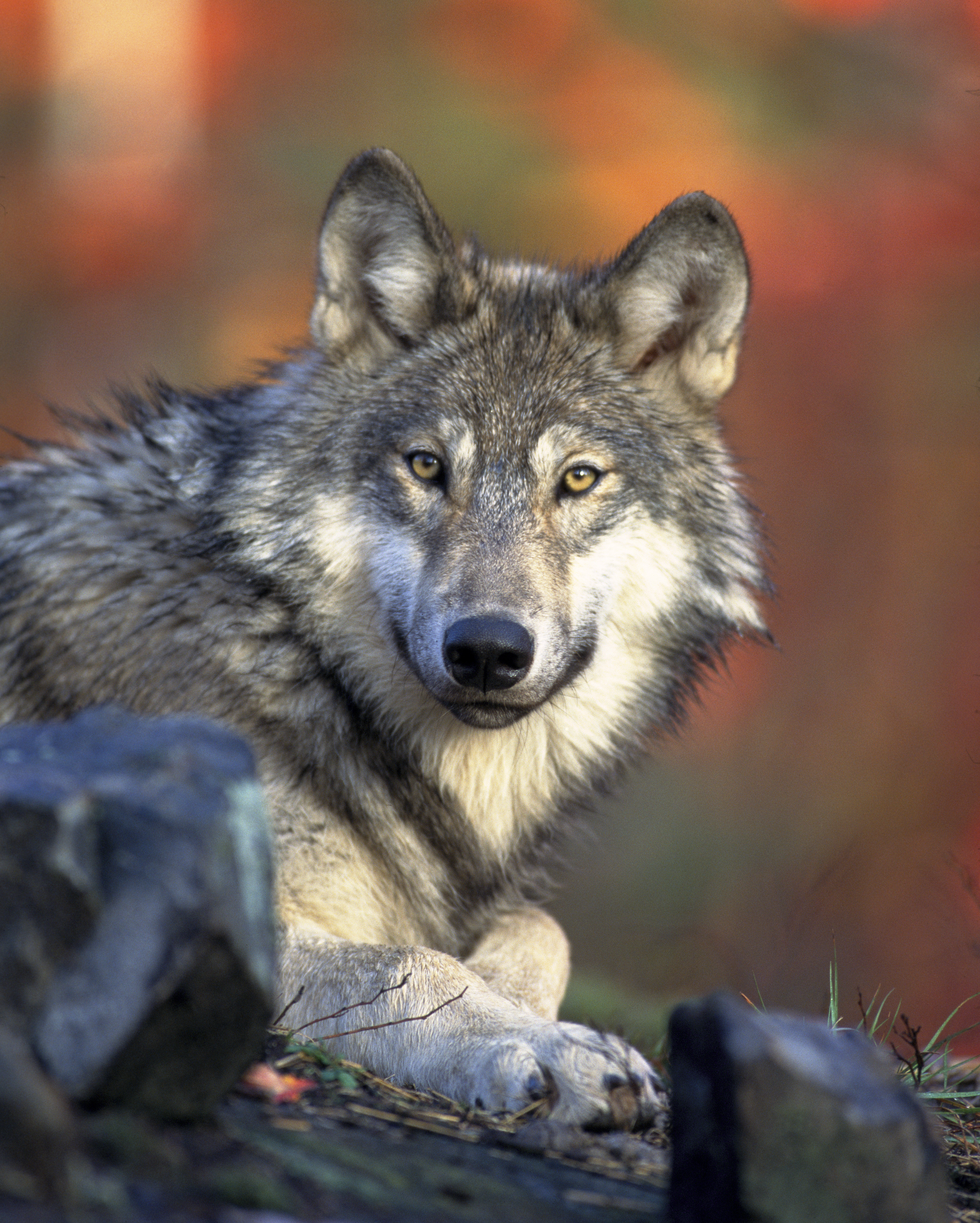
Wolf

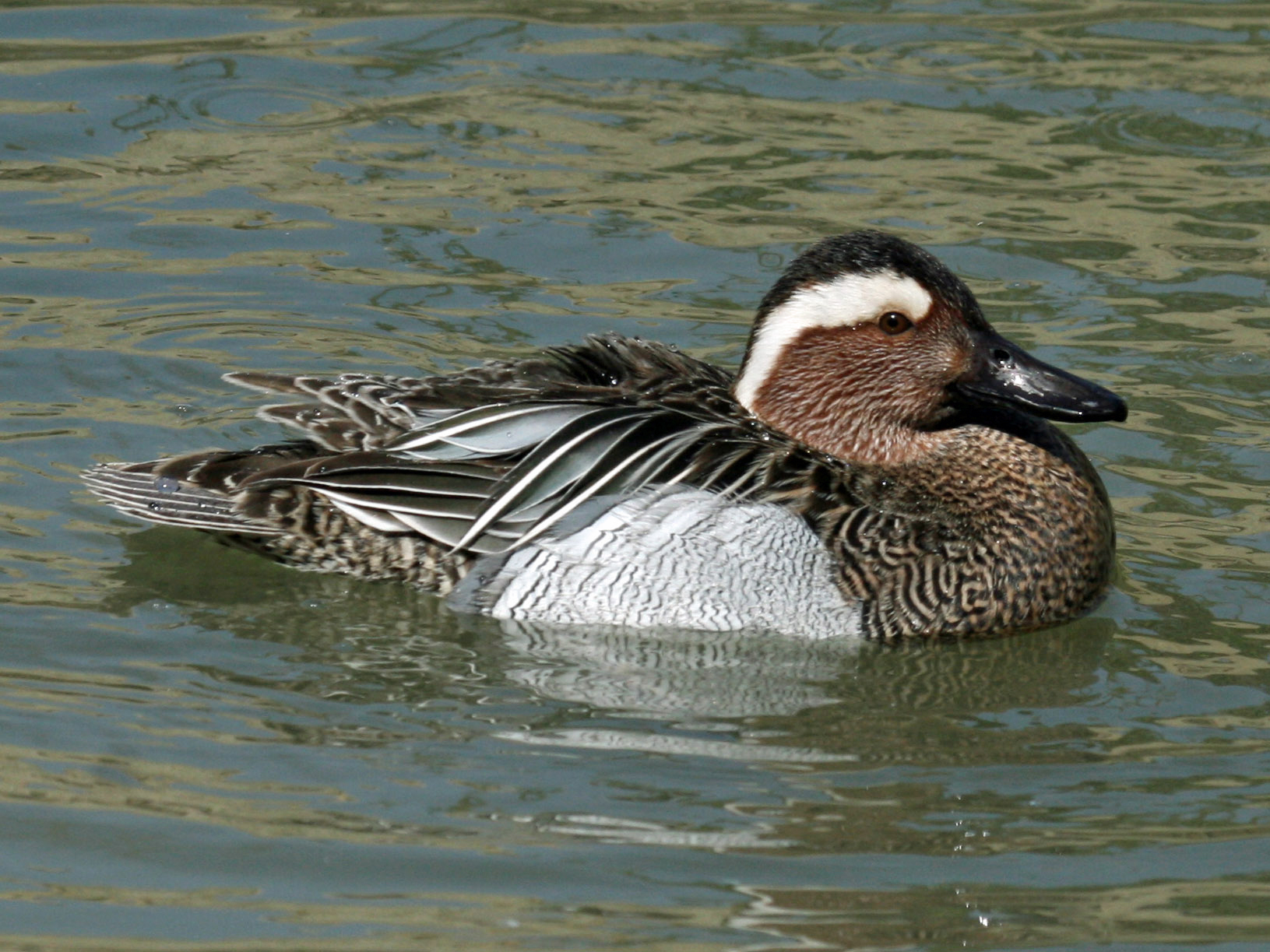
Knäkente

Die Fauna des Naturparks Eisernes Tor besteht aus 5.205 Taxa, davon gehören 4.873 den Wirbellosen und 332 den Wirbeltieren an. Unter den Wirbeltieren ist die Vogelwelt mit 205 Arten vertreten, gefolgt von den Fischen mit 63 Arten und den Amphibien mit 12 Taxa. Auf dem Areal des Naturparks leben 34 Säugetiere.
Unter den Wirbellosen sind von besonderer Bedeutung:
- Euscorpius carpathicus
- Europäischer Riesenläufer (Scolopendra cingulata)

Amphibien:
- Feuersalamander (Salamandra salamandra)
- Teichmolch (Lissotriton vulgaris)
- Europäischer Laubfrosch (Hyla arborea)
- Knoblauchkröte (Pelobates fuscus)

Reptilien:
- Griechische Landschildkröte (Testudo hermanni boettgeri)
- Europäische Sumpfschildkröte (Emys orbicularis)
- Balkan-Springnatter (Coluber caspius)
- Äskulapnatter (Elaphe longissima)
- Schlingnatter (Coronella austriaca)
- Östliche Smaragdeidechse (Lacerta viridis)
- Blindschleiche (Anguis fragilis)
- Europäische Hornotter (Vipera ammodytes)

Die Raubtiere sind vertreten durch:
- Braunbär (Ursus arctos)
- Wolf (Canis lupus)
- Eurasischer Luchs (Lynx lynx)
- Baummarder (Martes martes)
- Europäischer Dachs (Meles meles)

Als Pflanzenfresser sind hier folgende Tiere heimisch:
- Reh (Capreolus capreolus)
- Rothirsch (Cervus elaphus)
- Wildschwein (Sus scrofa)

Von besonderer Bedeutung sind auch die Fledertiere:
- Bechsteinfledermaus (Myotis bechsteinii)
- Zweifarbfledermaus (Vespertilio murinus)
- Mittelmeer-Hufeisennase (Rhinolophus euryale)

Wasservögel:
- Zwergscharbe (Phalacrocorax pygmaeus)
- Kormoran (Phalacrocorax carbo)
- Graureiher (Ardea cinerea)
- Seidenreiher (Egretta garzetta)
- Silberreiher (Egretta alba)
- Krickente (Anas crecca)
- Knäkente (Anas querquedula)
- Spießente (Anas acuta)
- Löffelente (Anas clypeata)
- Tafelente (Aythya ferina)
- Reiherente (Aythya fuligula)
- Zwergsäger (Mergus albellus)
- Blässhuhn (Fulica atra)
- Schwarzstorch (Ciconia nigra)
- Weißstorch (Ciconia ciconia)